# Rampoldstetten
Rampoldstetten ist ein Gemeindeteil des Marktes Frontenhausen im niederbayerischen Landkreis Dingolfing-Landau. Bis 1978 war der Ort Namensgeber der gleichnamigen Gemeinde mit Sitz in Altenkirchen.

## Geographie und Verkehrsanbindung
Der Weiler mit Kirche liegt 5 Kilometer südlich des Kernortes Frontenhausen.

## Geschichte
Auf die lange Besiedlungsgeschichte weist der Burgstall der Burg Lichtenegg hin. 1618 wird der Adelssitz Rampoldstetten im Besitz eines Hans Wilhelm von Puechberg erwähnt. 1752 gehörten drei Anwesen in Rampoldstetten zur Obmannschaft Schern im Amt Frontenhausen des Landgerichtes Teisbach. Die Gemeinde Rampoldstetten wurde durch das bayerische Gemeindeedikt 1818 begründet. Die Gemeinde umfasste neben Rampoldstetten die Orte Altenkirchen (der Gemeindesitz), Aign, Bach, Berg, Bertensdorf, Biegendorf, Bruck, Eiselsdorf, Forst, Friedersdorf, Fuchsberg, Geisbruck, Georgenschwimmbach, Grub, Grubwinkl, Grund, Haag, Lichtenegg, Moselding, Oed, Ödgarten, Reisach, Rieglöd, Sandöd, Schaufl, Schern, Schwaige, Sonnleiten, Wachlkofen, Wettersdorf, Witzeldorf und Wollöd. Bruck und Forst kamen am 1. Januar 1981 nach Gangkofen (Landkreis Rottal-Inn). Am 1. Mai 1978 wurde die bis dahin selbständige Gemeinde Rampoldstetten nach Frontenhausen eingegliedert.

## Sehenswürdigkeiten
- Wallfahrtskirche St. Corona im Ortsteil Altenkirchen